# Acacia myriophylla
Acacia myriophylla é uma espécie de leguminosa do gênero Acacia, pertencente à família Fabaceae.